# La battaglia di Jadotville
La battaglia di Jadotville (The Siege of Jadotville) è un film storico del 2016 diretto da Richie Smyth.
Ispirato ai fatti dell'assedio di Jadotville e tratto dal libro The Siege of Jadotville - The Irish Army's forgotten battle di Declan Power, il film narra la storia vera di un battaglione ONU irlandese che nel 1961 venne assediato da soldati congolesi, sotto la guida di mercenari francesi e belgi, a Jadotville nel Congo. I soldati irlandesi, nonostante la loro inesperienza sul campo, le armi rudimentali a disposizione e l'inferiorità numerica, respinsero molti attacchi senza alcuna perdita, arrendendosi solo quando la loro missione fu annullata dallo stesso governo irlandese. Dopo un mese di prigionia tornarono a casa, dove vennero accolti come vigliacchi e il loro operato infangato da motivi politici. Solo nel 2005 fu riconosciuto pubblicamente a tutto il battaglione lo status di eroi.

## Trama
Durante la Crisi del Congo, dopo l'indipendenza dal dominio belga, nel 1961 Patrice Lumumba viene assassinato da Moise Ciombe e viene proclamata la secessione e l'indipendenza del Katanga. Le superpotenze si danno battaglia per il potere in Africa e nella neonata Repubblica del Congo Oriente e Occidente si contendono il controllo della ricca provincia mineraria del Katanga.
A New York, nella sede delle Nazioni Unite, il Consiglio di sicurezza approva la richiesta fatta alle forze ONU di prendere tutte le misure necessarie per evitare una guerra civile congolese. Si decide di mandare forze di pace irlandesi. La Compagnia A, un contingente di soldati irlandesi volontari, composta da circa 150 uomini e facente parte del 35º Battaglione di fanteria irlandese, viene dislocata presso Jadotville, sotto il comando di Patrick Quinlan. Contemporaneamente Dag Hammarskjöld, segretario generale delle Nazioni Unite manda in Congo il diplomatico irlandese Conor Cruise O'Brien.
Una volta sul posto, Quinlan si rende conto che la loro posizione è troppo aperta e difficile da difendere, ordinando quindi di scavare delle trincee tutto intorno all'avamposto. La popolazione bianca di Jadotville è ostile verso di loro e Quinlan capisce che sussiste la concreta possibilità di un attacco imminente, perciò manda il suo sergente al quartier generale di Elisabethville per esporre la situazione e richiedere rinforzi, ma non ottiene i risultati sperati.
Poche ore dopo il lancio dell'Operazione Morthor, mentre i soldati irlandesi assistono alla Messa, soldati katanghesi e miliziani europei, con a capo il comandante Rene Faulques, si lanciano contro la postazione irlandese aprendo il fuoco. Dopo pochi minuti Faulques ritira l'attacco, lasciando sul campo delle pesanti perdite. Quinlan fa consolidare le posizioni, richiede nuovamente rinforzi e subisce un altro attacco, che si conclude con una seconda ritirata. Il comandante Faulques e Quinlan si incontrano per parlare: nessuno ha intenzione di arrendersi, ma stabiliscono una tregua per portare via morti e feriti.
Contemporaneamente O'Brien incontra il generale Ciombe, ma i due non trovano un accordo. Quinlan chiede ancora rinforzi via radio e nel frattempo subisce un ulteriore attacco. Intanto Hammarskjöld vola in Congo per incontrare Ciombe e cercare di trovare una soluzione. Un battaglione di soli 30 uomini viene mandato a raggiungere i soldati irlandesi, ma subisce un attacco sul ponte del fiume Lufira e deve ritirarsi. Ha luogo un ennesimo attacco, questa volta aereo, e gli irlandesi incominciano ad avere difficoltà, pur se non vi è ancora nessun morto tra loro. Nel frattempo Quinlan viene ferito.
Durante una telefonata fra Hammarskjöld e O'Brien l'aereo del segretario generale viene colpito, e Hammarskjöld perde la vita. Senza aiuti da parte del quartier generale gli irlandesi subiscono un ulteriore attacco, e Quinlan è costretto ad arrendersi: lui e i suoi uomini sono catturati e imprigionati per un mese e poi rimandati a casa senza sapere qual è stato il prezzo da pagare. Rientrati in Irlanda scoprono che tutto l'episodio verrà insabbiato e che Quinlan e i suoi uomini saranno etichettati come codardi. Solo nel 2005 i soldati della compagnia A verranno riconosciuti come eroi dal Governo Irlandese.

## Distribuzione
Come per tutte le produzioni di proprietà Netflix, il film non è stato distribuito nelle sale cinematografiche. È disponibile dal 7 ottobre 2016 per la visione in esclusiva su Netflix.